# Pandemia de COVID-19 en Brunéi
La pandemia de COVID-19 en Brunéi es parte de la pandemia de enfermedad por coronavirus causada por el SARS-CoV-2. El primer caso se confirmó el 9 de marzo.
Hasta el 1 de julio de 2020, hubo 141 casos, 3 muertes y 138 recuperados. Se han realizado 29,841 pruebas.

## Cronología
El 9 de marzo, se confirma el primer caso.

## Distribución
| Distritos | Distritos    | Confirmados | Activos | Recuperados | Fallecimientos |
| --------- | ------------ | ----------- | ------- | ----------- | -------------- |
| 1         | Brunei-Muara | 110         | 2       | 107         | 1              |
| 2         | Belait       | 25          | 2       | 23          | 0              |
| 3         | Tutong       | 6           | 0       | 6           | 0              |
| Total     | Total        | 141         | 4       | 136         | 1              |